# Nepřítel před branami
Nepřítel před branami (anglický název Enemy at the Gates) je koprodukční válečný film z roku 2001 pojednávající o bitvě u Stalingradu a souboji sovětského odstřelovače Vasilije Zajceva s jeho německým protějškem majorem Erwinem Königem. Režisérem a koproducentem filmu byl Jean-Jacques Annaud. Scénář napsal rovněž Annaud společně s Alainem Godardem.

## Děj filmu
Děj tohoto filmu se odehrává na konci roku 1942 v rozbořeném Stalingradu, který už z většiny ovládají Němci. Ukáže se, že Zajcev je vynikajícím střelcem a brzy se z něj stává postrach německých vojáků a důstojníků. Němcům se ho nedaří zlikvidovat, a tak posílají jednoho ze svých nejlepších odstřelovačů, majora Königa, s úkolem zabít Zajceva. V tomto souboji dvou odstřelovačů nakonec vítězí Vasilij Zajcev, když v závěru filmu vláká Königa do pasti na stalingradském nádraží a zastřelí ho. Na vedlejší rovině probíhá romantická milostná zápletka, milostný trojúhelník v podmínkách války, který končí smrtí nemilovaného politruka Danilova při likvidaci majora Königa a šťastným shledáním Zajceva s jeho milou Táňou, která unikla o vlásek smrti po zásahu šrapnelem.

## Vasilij Zajcev ve skutečnosti
Ve skutečnosti souboj odstřelovačských elit nikdy neproběhl, major König je fiktivní postava, pravděpodobně vytvořená sovětskou propagandou. Autor knižní předlohy, William Craig, se v příběhu inspiroval standartenführerem Heinzem Thorwaldem, který se ovšem bitvy u Stalingradu nezúčastnil. Vasilijův přítel Kulikov je také fiktivní postava.

## Obsazení
| Jude Law        | Vasilij Zajcev             |
| Joseph Fiennes  | Danilov                    |
| Rachel Weisz    | Táňa Černovová             |
| Bob Hoskins     | Nikita Sergejevič Chruščov |
| Ed Harris       | Erwin König                |
| Ron Perlman     | Kulikov                    |
| Gabriel Thomson | Saša                       |
| Eva Mattes      | paní Filipovová            |
| Matthias Habich | generál Paulus             |
| Ivan Švedov     | Voloďa                     |